# Mario Elie
Mario Antoine Elie (Nueva York, 26 de noviembre de 1963) es un exjugador y entrenador de baloncesto estadounidense que disputó once temporadas en la NBA. Con 1,96 metros de altura, jugaba en la posición de escolta.

## Trayectoria deportiva

### Universidad
Jugó, entre 1981 y 1985, con los Yellow Jackets del American International College, una universidad de la División II de la NCAA. Allí fue dos veces campeón de la Northeast Ten Conference, siendo elegido Rookie del Año en su primera temporada, y mejor jugador de la conferencia en las otras tres. En el total de su trayectoria colegial promedió 17,2 puntos, 8,1 rebotes y 2,7 asistencias por partido. En 2005 fue incluido en el Salón de la Fama de la universidad.

### Profesional
Fue elegido en la séptima ronda del Draft de la NBA de 1985, en el puesto 160, por Milwaukee Bucks, una posición muy alejada que no le permitió entrar en la liga profesional, por lo que tuvo que tomar otras alternativas. Durante 5 años estuvo jugando en las ligas de Portugal, Argentina, Irlanda, en la USBL y en la CBA antes de conseguir su primer contrato en la NBA, en la temporada 1990-91, fue un contrato de 10 días con los Philadelphia 76ers, donde solo jugó 3 partidos, anotando en total 6 puntos. Cinco días más tarde, firmaría un nuevo contrato, esta vez con Golden State Warriors, primero de nuevo por 10 días, y finalmente hasta la finalización de la temporada siguiente. En esa temporada y media disputó 109 partidos de temporada regular, promediando 7,8 puntos, 3,1 rebotes y 2,0 asistencias en 21,1 minutos de juego por partido
Tras una temporada en Portland Trail Blazers, donde sus números no hicieron más que crecer, fichó por Houston Rockets, donde disfrutaría de sus mejores años como profesional. En su primera temporada en Texas, ayudó a conseguir el título de campeones de la NBA, derrotando en la final a los New York Knicks en la final por 4-3. Al año siguiente los Rockets se plantarían de nuevo en las Finales, teniendo en esta ocasión Elie un papel estelar, siendo titular en los cuatro partidos que solamente necesitaron disputar para conseguir el anillo, junto a Hakeem Olajuwon, Clyde Drexler, Robert Horry y Sam Cassell, promediando en los mismos 16,3 puntos, 4,3 rebotes y 3,3 asistencias. Pero su momento estelar esa temporada llegó en el séptimo partido de las Finales de la Conferencia Oeste. Con el partido emparado, y a falta de poco más de 7 segundos por jugar, se jugó un tiro de tres desde la esquina, anotándolo y sentenciando el partido y el pase a la final. A aquel lanzamiento se le denominó Kiss Of Death (El beso de la muerte).
Ellie jugó 3 temporadas más con los Rockets, las dos siguientes las mejores de su carrera en lo que anotación se refiere, sobrepasando en ambas los 11 puntos por partido. En la temporada 1998-99, y ya con 35 años, ficha por San Antonio Spurs, en la que parecía iba a ser una temporada con pocos minutos. Pero Elie demostró que todavía se podía contar con él, ayudando a su equipo con canastas decisivas en varios partidos, y llegando en plena forma a las Finales de 1999, en las que arrasaron a los New York Knicks por 4 victorias a 1, y en las que Elie tuvo un papel estelar, siendo el tercer máximo anotador del equipo por detrás de Tim Duncan y David Robinson.
Tras una nueva temporada en los Spurs, en la que fue titular en los 79 partidos que disputó de la fase regular, fichó en la temporada 2000-01, donde disputaría su último año como profesional, retirándose con 37 años. En sus 11 temporadas en la NBA promedió 8,6 puntos, 2,8 rebotes y 2,6 asistencias por partido. En 1998, con motivo del 30 aniversario de los Rockets, fue incluido entre los 10 jugadores más importantes de la historia del equipo.

### Entrenador
Tras su retirada, comenzó su carrera de entrenador ejerciendo de asistente en los San Antonio Spurs en la temporada 2003-04. Pasó, también como asistente, por los banquillos de los Golden State Warriors, Dallas Mavericks, Sacramento Kings, Brooklyn Nets y Orlando Magic hasta la temporada 2015-16.

## Estadísticas de su carrera en la NBA
|  | Denota temporadas en las que ganó el Campeonato de la NBA |

### Temporada regular
| Año     | Equipo       | PJ  | PT  | MPP  | %TC  | %3P  | %TL  | RPP | APP | ROB | TPP | PPP  |
| ------- | ------------ | --- | --- | ---- | ---- | ---- | ---- | --- | --- | --- | --- | ---- |
| 1990-91 | Philadelphia | 3   | 0   | 6.7  | .286 | .500 | .500 | 0.3 | 0.3 | 0.0 | 0.0 | 2.0  |
| 1990-91 | Golden State | 30  | 0   | 20.8 | .507 | .375 | .500 | 3.6 | 1.5 | 0.6 | 0.3 | 7.7  |
| 1991-92 | Golden State | 79  | 32  | 21.2 | .521 | .329 | .852 | 2.9 | 2.2 | 0.9 | 0.2 | 7.8  |
| 1992-93 | Portland     | 82  | 7   | 21.4 | .458 | .349 | .855 | 2.6 | 2.2 | 0.9 | 0.2 | 8.6  |
| 1993-94 | Houston      | 67  | 8   | 24.0 | .446 | .355 | .860 | 2.7 | 3.1 | 0.7 | 0.1 | 9.3  |
| 1994-95 | Houston      | 81  | 13  | 23.4 | .499 | .398 | .842 | 2.4 | 2.3 | 0.8 | 0.1 | 8.8  |
| 1995-96 | Houston      | 45  | 16  | 30.8 | .504 | .323 | .852 | 3.4 | 3.1 | 1.0 | 0.2 | 11.1 |
| 1996-97 | Houston      | 78  | 77  | 34.4 | .497 | .420 | .896 | 3.0 | 4.0 | 1.2 | 0.2 | 11.7 |
| 1997-98 | Houston      | 73  | 59  | 27.2 | .452 | .291 | .833 | 2.1 | 3.0 | 1.1 | 0.1 | 8.4  |
| 1998-99 | San Antonio  | 47  | 37  | 27.5 | .471 | .374 | .866 | 2.9 | 1.9 | 1.0 | 0.3 | 9.7  |
| 1999-00 | San Antonio  | 79  | 79  | 28.1 | .427 | .398 | .846 | 3.2 | 2.4 | 0.9 | 0.1 | 7.5  |
| 2000-01 | Phoenix      | 68  | 67  | 22.1 | .423 | .360 | .797 | 2.3 | 1.9 | 0.9 | 0.2 | 4.4  |
| Total   | Total        | 732 | 395 | 25.5 | .473 | .365 | .854 | 2.8 | 2.6 | 0.9 | 0.2 | 8.6  |

### Playoffs
| Año   | Equipo       | PJ  | PT | MPP  | %TC  | %3P   | %TL  | RPP | APP | ROB | TPP | PPP  |
| ----- | ------------ | --- | -- | ---- | ---- | ----- | ---- | --- | --- | --- | --- | ---- |
| 1991  | Golden State | 9   | 7  | 21.9 | .500 | 1.000 | .844 | 3.6 | 1.4 | 0.6 | 0.1 | 9.3  |
| 1992  | Golden State | 4   | 2  | 20.0 | .639 | 1.000 | .667 | 5.5 | 2.5 | 1.3 | 0.0 | 12.5 |
| 1993  | Portland     | 4   | 0  | 13.0 | .500 | 1.000 | .889 | 1.5 | 1.0 | 0.5 | 0.3 | 5.0  |
| 1994  | Houston      | 23  | 0  | 16.6 | .396 | .313  | .851 | 1.7 | 1.7 | 0.3 | 0.1 | 5.8  |
| 1995  | Houston      | 22  | 6  | 28.9 | .504 | .431  | .795 | 2.8 | 2.5 | 1.0 | 0.0 | 9.1  |
| 1996  | Houston      | 8   | 0  | 29.1 | .439 | .375  | .917 | 2.8 | 1.8 | 0.9 | 0.4 | 9.8  |
| 1997  | Houston      | 16  | 16 | 37.4 | .466 | .400  | .839 | 3.5 | 3.8 | 0.9 | 0.3 | 11.5 |
| 1998  | Houston      | 5   | 1  | 26.6 | .444 | .333  | .667 | 2.6 | 1.2 | 0.4 | 0.0 | 6.6  |
| 1999  | San Antonio  | 17  | 17 | 30.9 | .384 | .267  | .837 | 3.5 | 2.9 | 1.3 | 0.1 | 7.9  |
| 2000  | San Antonio  | 4   | 4  | 28.8 | .273 | .143  | .944 | 4.3 | 1.8 | 1.3 | 0.0 | 7.5  |
| 2001  | Phoenix      | 4   | 4  | 25.8 | .452 | .154  | .750 | 3.3 | 1.8 | 0.8 | 0.3 | 9.0  |
| Total | Total        | 116 | 57 | 26.3 | .452 | .367  | .836 | 2.9 | 2.3 | 0.8 | 0.1 | 8.5  |

## Vida personal
Elie se casó con la periodista de un canal local de televisión de Houston Gina Gaston, mientras jugaba con los Suns. Con ella tuvo trillizos, dos niños y una niña.